# 이해경 (1930년)
이해경(李海瓊, 황실명: 이공, 아명: 이길상, 1930년 5월 4일 ~ )은 대한제국의 의친왕의 다섯 번째 딸이자, 고종의 손녀이다.  운현궁 흥선대원군가 종주 이우, 사동궁 의친왕가 종주 이곤의 여동생이자, 이구 황세손의 사촌누나이다.  현재 대한황실후손단체 의친왕기념사업회의 명예회장을 맡고 있다.

## 주요 이력
그녀는 성악가 겸 뮤지컬 배우와 음악가 겸 저술가 활동을 하였고 미국 뉴욕주 뉴욕시 맨하탄에 주로 거주하였다.
그녀는 세 살 때부터 생모 김금덕과 떨어져 사동궁에서 의친왕비 김씨와 살았고 호적상 의친왕의 자녀들 중 유일하게 의친왕비 김씨의 자녀로 등록되었다.

## 생애
1949년 서울 경기여고를 나와, 1953년 이화여대 음악과를 졸업했다. 이화여대를 졸업 후 서울 풍문여고에서 음악교사 생활을 하던 중 한국 전쟁이 발발, 주한미8군사령부 도서관에서 일했으며, 이것이 훗날 사서를 하게 된 계기가 된다.
황실 집안이 해방 후 몰락해 가자 아버지가 세상을 떠난 이듬해인 1956년 미국으로 유학을 떠나, 텍사스 메리 하딘 베일러 여대에서 성악을 전공하였고 1959년에 이 학교를 음악학 석사 졸업했다. 비록 계속 성악가의 길을 걷지는 않았지만, 1973년 뉴욕 카네기 홀에서 독창회를 가지고, 1985년 테너 이인선 추모음악회로 국내 무대에 선 바 있다.
1969년부터 뉴욕 컬럼비아대 동양학 도서관 한국학 사서로 일하다, 1996년 과장으로 정년 퇴직했다. 현재 독신으로 뉴욕의 작은 아파트에서 살고 있다.
순종과 의친왕의 동생 영친왕의 아들이자 이해경의 사촌 동생 이구가 2005년 후사가 없이 사망하여 영친왕계가 끊기게 되자 당시 황실의 최연장자인 이해경을 중심으로 황실 후손들과 전주이씨대동종약원의 상의 끝에 영친왕의 형인 의친왕의 후손 중 의친왕의 종손으로 당시 황실 계승 1순위던 이준은 사동궁 사손으로 의친왕 가문을 계승해야 했기에 이준의 사촌동생 이원이 차기 서열로 영친왕계로 양자 출계하여 영친왕의 법통을 잇게 하여 현재 제사를 총괄하는 제주인 황사손으로 봉무 중이다.  그러나 대한민국 민법 상 사후양자를 인정하지 않기 때문에 이원의 양자출계는 전주이씨 종친회 내에서 명목적 양자입적이다.  
2022년 의친왕가의 후손들과 독립운동가의 후손들, 또 의친왕을 존경하는 일반 국민들이 모여서 설립한 의친왕기념사업회의 명예회장으로 추대되었다.  의친왕기념사업회의 첫 사업으로 어머니 의친왕비 김씨로부터 물려받은 황실 유물을 기증한 본인의 모교 경기여고의 경운박물관에서 <의친왕과 황실의 독립운동:기록과 기억>이라는 전시를 개최한 바 있다.  의친왕가의 종손이자 이해경의 장조카인 이준에게 의친왕기념사업회의 회장을 맡기고, 문화와 예술, 학술로 아버지 의친왕의 독립운동사를 밝히려고 하고 있다. 

## 의친왕비 유품 국가문화유산 등록
2025년 3월, 어머니 의친왕비로부터 물려받은 사동궁 황실복식 일습이 <의친왕가 궁중복식>이라는 이름으로 대한민국의 국가문화유산으로 등록되었고 등록기념으로 국립고궁박물관에서 2025년 3월 12일부터 5월 11일까지 특별전을 개최하였다. 

## 기타
시대의 흐름에 따라 황실은 문화컨텐츠로만 남아야 한다고 발언한 바 있다.
흔히들 자신에게 "마지막 공주" 또는 "마지막 옹주"라고 부르는 것에 대해, "공주"와 "옹주"는 어디까지나 왕(제후)의 딸을 가리키는 호칭인데 자신에게 이 호칭을 사용하는 것에 대해서 거북하다는 입장을 밝혔다.  현재 대한제국 황실의 가장 큰 어른으로써 대한황실 후손들의 정신적 지주 역할을 하고 있다. 

## 저서
- 《대한제국 마지막 황실》
- 《마지막 황실의 추억》
- 《나의 아버지 의친왕》

## 참고 문헌
- 《주간동아》 1997년 7월 10일자, 〈아버지, 이젠 부르고픈 이름이여〉